# عبد الرحمن العناد
عبد الرحمن بن حمود العناد القاضب (1373 هـ/1954) هو أستاذ الإعلام وبروفيسور العلاقات العامة ومستشار ونائب رئيس الجمعية السعودية للإعلام والاتصال، عضو مجلس الشورى سابقا (2001-2013)، المشرف على البحوث والدراسات في مركز أسبار للدراسات والبحوث والإعلام حتى 2017م، وعضو مجلس الشورى السعودي سابقا 2001 - 2013.

## حياته ونشأته
من مواليد سكاكا –الجوف عام 1373 هـ، تخصص في الإعلام والعلاقات العامة. حصل على بكالوريوس إعلام وعلاقات عامة 1979 م من جامعة الملك سعود في الرياض بتقدير ممتاز مع مرتبة الشرف الأولى، فعين معيدا، وابتعث فأكمل دراساته العليا في الولايات المتحدة الأمريكية، فحصل على ماجستير/ إعلام / جامعة دنفر، دنفر، كلورادو 1982 م، ثم الدكتوراه / كلية الإعلام / جامعة أوهايو، أثينز، أوهايو (1986 م). 

### تعليمه
حصل أ. د. عبد الرحمن العناد على شهادة الدكتوراه من كلية الإعلام جامعة أوهايو، أثينز، أوهايو، الولايات المتحدة الأمريكية عام 1986م. حاصل على شهادة الماجستير في الإعلام من جامعة دنفر، دنفر، كلورادو، الولايات المتحدة الأمريكية عام 1982م
حاصل على شهادة البكالوريوس في الإعلام والعلاقات عامة جامعة الملك سعود، الرياض 1979م.

## التاريخ الوظيفي[3]
- عضو مجلس الشورى الدورة الثالثة والرابعة والخامسة من 1422هـ - 1434هـ
- أستاذ ـ كلية الآداب من 1421هـ
- أستاذ مشارك ـ كلية الآداب، جامعة الملك سعود، من 23/ 10/ 1412هـ
- أستاذ مساعد ـ كلية الآداب، جامعة الملك سعود، من 12/11/ 1406هـ
- معيد ـ كلية الآداب، جامعة الملك سعود، من 26/ 6/ 1399هـ

## الإسهامات العملية الأخرى[4]
- عضو مؤسس بالجمعية الوطنية لحقوق الإنسان – المملكة العربية السعودية.
- عضو فريق المراقبين العرب في سوريا - جامعة الدول العربية - ديسمبر 2011 - يناير 2012م.
- أمين عام جائزة جمعية الأطفال المعاقين منذ العام 1416/ 1417هـ حتى الوقت الحاضر.
- رئيس هيئة تحرير المجلة العربية للإعلام والاتصال - الجمعية العلمية السعودية للإعلام والاتصال.
- عضو الهيئة العلمية لكرسي الشيخ عبد الرحمن الجريسي لدراسات حقوق الإنسان - جامعة الإمام محمد بن سعود الإسلامية.
- عضو اللجنة الإعلامية بالجمعية السعودية الخيرية لرعاية الأطفال المعاقين 13/1414هـ،14/1415هـ،15/1416هـ.
- مستشار بمركز أسبار للدراسات والبحوث والإعلام منذ عام 1414هـ حتى الوقت الحاضر.
- عضو لجنة تأليف كتب تركيز العلاقات العامة بالمعاهد الثانوية التجارية التابعة للمؤسسة العامة للتعليم الفني والتدريب المهني.
- عضو لجنة الشؤون الثقافية والإعلامية بمجلس الشورى 1422/1424/1425هـ.
- رئيس لجنة الشؤون الثقافية والإعلامية بمجلس الشورى 1423هـ.
- عضو لجنة الشؤون الخارجية بمجلس الشورى 1426-1429هـ.
- عضو لجنة الشؤون الأمنية بمجلس الشورى 1430هـ.
- عضو لجنة الشؤون التعليمية والبحث العلمي 1431 - 1434هـ.
- عضو لجنة الثقافة والنشر بالجمعية الوطنية لحقوق الإنسان منذ عام 1426هـ.
- رئيس لجنة الثقافة والنشر بالجمعية الوطنية لحقوق الإنسان 1427-1428هـ.
- مستشار في عدد من الأجهزة الحكومية والأهلية لفترات مختلفة.

## الإسهامات العلمية
- تدريس مقررات في الاعلام والعلاقات العامة، الإعلان، مناهج البحث، تصميم الرسائل، الخبر ومصادره، نصوص إعلامية باللغة الإنجليزية، في مرحلتي البكالوريوس والماجستير.
- الإشراف على عدد من رسائل الماجستير والدكتوراة في جامعات المملكة.
- مناقشة عدد كبير من رسائل الماجستير والدكتوراه بالمملكة.

## المساهمات الإدارية
- رئيس قسم الإعلام منذ 22 /10 /1419 هـ - 2 /3 /1422 هـ.
- وكيل كلية الآداب للشئون الإدارية من 1 /11 /1414 هـ - 11 /3 / 1418هـ.
- وكيل كلية الآداب للشئون الأكاديمية من 12/ 3/ 1414هـ - 1 /11 /1414هـ.
- رئيس قسم الإعلام من 13 /9 /1413هـ - 12 /3 /1414هـ.

## الكتب المنشورة
- كتاب تخطيط وإدارة برامج العلاقات العامة، مطابع التقنية، الرياض 1414هـ.
- كتاب تخطيط الحملات الإعلانيـة (ط2)، مطابع التقنيـة، الرياض 1414هـ (الطبعـة الأولى، دار عالم الكتب، 1410هـ).

## الأبحاث والدراسات
- «إشكالية التغطية الإخبارية للحروب وجدلية تغطية وسائل الإعلام الأمريكية لحرب تحرير الكويت»، مجلة دراسات الخليج والجزيرة العربية، عدد خاص، ذي القعدة 1412هـ.
- «الأخبار السعودية في الصحافة الأمريكية المعاصرة: تحليل مضمون التغطية الصحفية للمملكة في أربع صحف أمريكية خلال عشرين عاماً (1972 - 1991م)»، مركز البحوث، كلية الآداب، 1414هـ/ 1994م (130ص).
- «التغطية الصحفية للمملكة العربية السعودية في جريدة نيويورك تايمز الأمريكية خلال أربعين عاماً (1932 - 1971م)»، دراسات سعودية، معهد الدراسات الدبلوماسية، العدد السابع (1413هـ)، ص ص (126 - 183).
- «تحليل مضمون أنباء الصفحة الأولى في الصحف اليومية السعودية» مجلة الدراسات الإعلامية، المركز العربي للدراسات الإعلامية، العدد 74، يناير/مارس 1994م.
- «تأثير وسائل الإعلام والاعتماد عليها على المعلومات والاتجاهات المتعلقة بالصراع العربي الإسرائيلي»، بحث مقتبس من رسالة الدكتوراه، مجلة الدراسات الدبلوماسية، العدد الرابع 1407 هـ.
- «العلاقة بين مستوى المعرفة السياسية واستخدام وسائل الإعلام مصادر للأخبار والمعلومات»، مجلة أبحاث اليرموك، جامعة اليرموك، م7، العدد 4، 1411هـ / 1991م.
- «مفاهيم العلاقات العامة وأساليب ممارستها في العالمين الغربي والعربي»، مجلة الجزائرية للاتصال، 2000م.
- «اقتصاديات الإعلان التجاري ـ دراسة مقارنة في التوزيع الإقليمي والوسائلي والسلعي»، المجلة المصرية لعلوم الاتصال، 2000م.
- «الإعلان التجاري في المنشآت الاقتصادية الكبرى بالمملكة العربية السعودية»، باحث رئيسي، مجلة الدراسات الإعلامية، العدد 87، أبريل / يونيه 1997م.
- «واقع الدراسات الإعلامية ودورها في التنمية في المملكة العربية السعودية»، مجلة الدارة، العدد الثالث، السنة السادسة والعشرون، 1421هـ.
- «أساليب تعامل العلاقات العامة مع البيئة الجماهيرية»، مجلة جامعة الملك سعود، م3، الآداب (2)، 1411هـ/ 1991م.
- «دور الإعلام في مرحلة التصدي للكوارث البشرية»، مجلة الأمن، وزارة الداخلية، العدد 4، ذو الحجة 1411هـ.
- «نحو نظرية حول سلوك العلاقات العامة في المؤسسات: مراجعة برنامج بحثي» (ترجمة)، مجلة الإدارة العامة، العدد 69، رجب 1411هـ/ 1991م.
- «تقدير البالغين لأثر الإعلان التجاري في التلفزيون على السلوك الاستهلاكي للطفل»، مجلة جامعة الملك عبد العزيز: الآداب والعلوم الإنسانية، م5 (1412هـ)، ص 3 ـ25.
- Values of Public Relations Conduct in Saudi Arabia, "Public Relations Review, 18 (20), 1992, pp. 213 – 221".
- Public Relations’ Role in Developing Countries "Public Relations Quarterly, Vo. 35, No. 1, Spring 1990".
- Counting Items Versus Measuring Space in Content Analysis Studies, "Journalism Quarterly, Vo. 68, No. 4, Winter 1991".
- عدد كبير من الدراسات والبحوث - باحث رئيسي - اعداد مركز أسبار للدراسات والبحوث والإعلام.
- عدد كبير من أوراق العمل في مؤتمرات وندوات مجلية ودولية.
- أهم المؤتمرات والندوات:
- عدد كبير من المؤتمرات والندوات والمحاضرات العامة داخل المملكة.
- اجتماع لجنة الشؤون الثقافية والاجتماعية في اتحاد البرلمانات الآسيوية خلال المدة 28 - 30 / 1431هـ الموافق 14-16 / 3 / 2010م في جمهورية بالاو.
- مؤتمر الحوار الإعلامي العربي - الألماني، دمشق 29-30 / 10 /1430هـ الموافق 18-19 / 10 /2009م.
- مؤتمر الإسلام والقانون الدولي الإنساني، مركز حقوق الإنسان، قم، إيران 29-30 / 11 /2006م.
- مؤتمر الإعلام والخوف: الحرية والسيطرة والديموقراطية في عصر العولمة، تايبيه، تايوان، 26- 28 / 7 / 2005م، تقديم بحث حول «تقويم حملة التضامن الوطني ضد الإرهاب»، إعداد مركز أسبار للدراسات والبحوث والإعلام.
- المنتدى العالمي السادس حول إعادة ابتكار الحكومة، سيئول، كوريا الجنوبية، 24 - 27 /5 / 2005م.
- مؤتمر العلاقات العامة في الوطن العربي في ظل العولمة، جامعة الشارقة، 4-5 مايو 2004م، تقديم بحث حول «الثوابت والمتغيرات في العلاقات العامة في عصر العولمة».
- مؤتمر جمعية الاتصال الدولية، أكابولكو ـ المكسيك، 1ـ5 يونيو 2000م، تقديم بحث عن «الدراسات الإعلامية بالمملكة».
- مؤتمر ومعرض آفاق الإعلان العربي الخامس 99، المنامة 15 – 17 نوفمبر 1999م.
- المؤتمر السادس والثلاثون للمنظمة الدولية للإعلان، القاهرة، 10- 13 مايو 1998م.
- ندوة التخطيط الإستراتيجي في العلاقات العامة ـ جامعة العين، الإمارات العربية المتحدة، 17- 18 ديسمبر 1996م، تقديم بحث بعنوان: «مفهوم التكيف وموقفية قرونق والتخطيط بعيد المدى في العلاقات العامة».

## العضويات العلمية
- عضو شرف (بدعوة) جمعية كابا تاو الفا KAPPA TAU ALPHA (المعرفة، الحقيقة، الدقة) جمعية خاصة بالمتفوقين من خريجي مدارس الصحافة في الولايات المتحدة، عضو منذ عام 1986م
- عضو الجمعية العلمية السعودية للإعلام والاتصال.
- عضو جمعية أساتذة الإعلام والصحافة AEJMC، الولايات المتحدة الأمريكية، منذ عام 1986م.
- عضو الجمعية العلمية السعودية للعلاقات العامة والإعلان.
- عضو الهيئة العلمية في مركز أسبار للدراسات والبحوث والإعلام.